# Schlern-Schriften

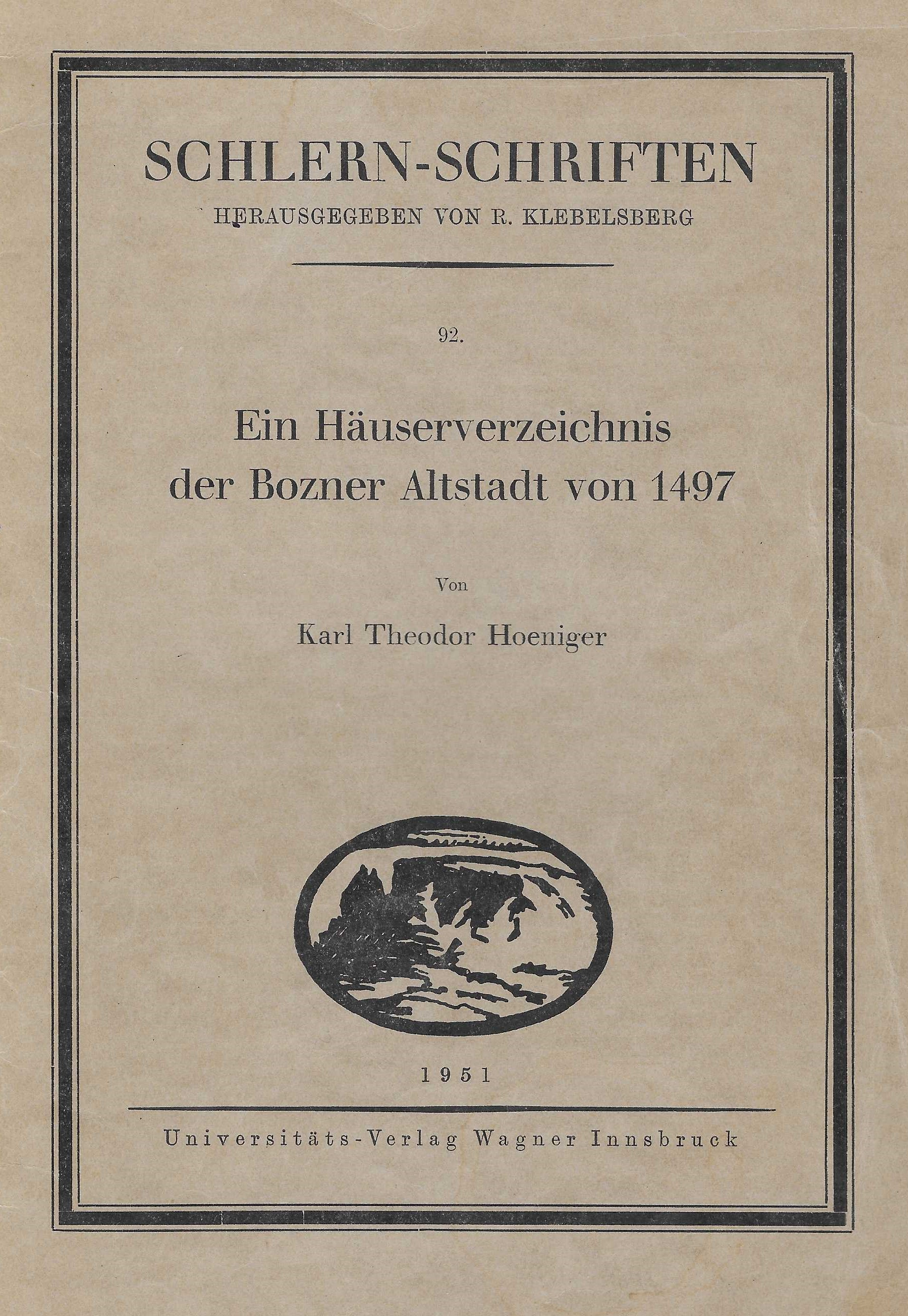
Umschlag einer Ausgabe der Schlern-Schriften, Bd. 92 von 1951

Die Schlern-Schriften (abgekürzt: SlS) sind eine österreichische landesgeschichtliche Schriftenreihe. Sie werden seit 1923 herausgegeben und erscheinen im Universitätsverlag Wagner in Innsbruck, inzwischen als Imprint des StudienVerlags. Begründet wurde die Reihe, zunächst noch mit dem Zusatz Veröffentlichungen zur Landeskunde von Südtirol, von Raimund von Klebelsberg. Sie wurde später insbesondere von Franz Huter und Josef Riedmann betreut. Programmatisch liegt der Schwerpunkt seit 1945 auf der Geschichte des gesamten Tiroler Raums (Tirolensien). Bis 2024 erschienen gut 400 Bände.